# Гьоте-институт
Гьоте-институт (на немски: Goethe-Institut) работи в цял свят като културен институт на Федерална република Германия с представителства в 91 страни за популяризиране на немския език и култура. Организира реномирани езикови курсове и има 1000 партньорски училища по света. Гьоте-институт е наречен на немския писател Йохан Волфганг фон Гьоте.

## История
Гьоте-институт е основан 1951 г. като наследник на Немската академия („Deutsche Akademie“), основана през 1925 г.  Първата му задача е обучението на чуждестранни учители по немски език. През 1953 г. започват първите езикови курсове, заемайки се със задачата за популяризиране на немския език. 1968 г. маркира началото на културната дейност на Гьоте-институт.
След политическите промените през 1989 г. Гьоте-институт се разпространява в Източна Европа и се създават много нови институти. През 2001 г. Гьоте-институт се слива с „Интер Национес“ (Inter Nationes) – институт за разпространяване на информация за Германия в чужбина, и за кратък период от време е наречен „Гьоте-институт Интер Национес“ (2001 – 2003). През 2004 г. Гьоте-институт отваря първия западен информационен център в Пхенян.

## Организация
Гьоте-институт поддържа 13 представителства в Германия и 149 института и 10 информационни центрове в 91 страни. Мрежата се състои от Гьоте-институти, Гьоте-центрове, културни дружества, читални, изпитни и езикови центрове. Централата на Гьоте-институт се намира в Мюнхен.

## Гьоте-институт България
Гьоте-институт България е създаден през 1989 г.
От 2003 година се помещава в сграда със статут на паметник на културата. Сградата е реставрирана и адаптирана за нуждите на Гьоте институт в София по проект на арх. Христо Ганчев и арх. Иван Великов.

### Културна програма
Акцентите на културната програма са срещи между български и германски творци и интелектуалци, представяне на немската съвременна култура и насърчаване на немско-българското и на европейското сътрудничество в културната и в духовната област.

### Немски език
Гьоте-институт България подпомага изучаването на немски език в България като предлага семинари и многообразни услуги за българските преподаватели по немски език. В сътрудничество с български партньори подпомага национални и европейски проекти за изучаване на чужди езици.
Гьоте-институт София предлага разнообразие от езикови курсове. Различните изпити на Гьоте-институт се признават в цял свят.

### Библиотека
Библиотеката на Гьоте-институт България предоставя информация за актуални аспекти на културния, обществения и политическия живот в Германия. Тя предлага обширен достъп до книги и медии, както и конкретни информационни услуги за всички, които се интересуват от Германия или искат да учат или да преподават немски език. 